# Hoàng Minh (sinh năm 1957)
Hoàng Minh (giản thể: 黄明; phồn thể: 黃明; bính âm: Huáng Míng; sinh tháng 10 năm 1957) là chính khách nước Cộng hoà Nhân dân Trung Hoa. Ông là Ủy viên Ủy ban Trung ương Đảng Cộng sản Trung Quốc khóa XIX. Ông nguyên là Bí thư Đảng tổ, Bộ trưởng Bộ Quản lý khẩn cấp Trung Quốc; Phó Bộ trưởng Bộ Quản lý Tình trạng khẩn cấp; Ủy viên Ủy ban Chính trị Pháp luật Trung ương Đảng Cộng sản Trung Quốc, Phó Bí thư Đảng ủy Bộ Công an, Phó Bộ trưởng Bộ Công an, hàm Bộ trưởng.

## Tiểu sử

### Thân thế và giáo dục
Hoàng Minh sinh tháng 10 năm 1957, người Hưng Hóa, tỉnh Giang Tô.
Tháng 9 năm 1993 đến tháng 6 năm 1995, ông theo học chính quy hàm thụ chuyên ngành tin tức tại Đại học Sư phạm Nam Kinh.
Tháng 9 năm 2002 đến tháng 1 năm 2004, ông theo học chuyên ngành chủ nghĩa xã hội khoa học tại Trường Đảng Tỉnh ủy Giang Tô.

### Sự nghiệp
Tháng 8 năm 1975, Hoàng Minh tham gia công tác là thanh niên trí thức công xã Lưu Lục, huyện Hưng Hóa, tỉnh Giang Tô, vào tháng 1 năm 1977, ông trở thành Phó Bí thư đoàn công xã Lưu Lục.
Tháng 12 năm 1976, ông gia nhập Đảng Cộng sản Trung Quốc. Tháng 2 năm 1982, Hoàng Minh bắt đầu công tác tại Sở Công an tỉnh Giang Tô.
Tháng 12 năm 1990, ông được bổ nhiệm làm Phó Trưởng phòng Tuyên truyền, Cơ quan Chính trị, Sở Công an tỉnh Giang Tô. Tháng 12 năm 1992, ông được bổ nhiệm giữ chức Trưởng phòng Tuyên truyền, Sở Công an tỉnh Giang Tô. (Từ tháng 2 năm 1990 đến tháng 2 năm 1991, trước và sau, ông tạm giữ chức Phó Bí thư Đảng ủy hương Lương Kiến, huyện Tuy Ninh, tỉnh Giang Tô và Phó Cục trưởng Cục Công an huyện Tuy Ninh). Tháng 3 năm 1996, ông được bổ nhiệm làm Phó Chủ nhiệm Cơ quan Chính trị kiêm Trưởng phòng Tuyên truyền, Sở Công an tỉnh Giang Tô.
Tháng 2 năm 1998, ông được bổ nhiệm làm Ủy viên Đảng ủy Sở Công an tỉnh Giang Tô, Trợ lý Giám đốc Sở Công an tỉnh Giang Tô kiêm Cục trưởng Cục Giao thông tỉnh Giang Tô. Tháng 12 năm 2000, Hoàng Minh được bổ nhiệm giữ chức vụ Ủy viên Đảng ủy Sở Công an tỉnh Giang Tô, Phó Giám đốc Sở Công an tỉnh Giang Tô.
Tháng 4 năm 2003, Hoàng Minh được bổ nhiệm giữ chức vụ Bí thư Đảng ủy, Giám đốc Sở Công an tỉnh Giang Tô. Tháng 12 năm 2006, ông được bổ nhiệm làm Trợ lý Tỉnh trưởng tỉnh Giang Tô kiêm Bí thư Đảng ủy, Giám đốc Sở Công an tỉnh Giang Tô.
Tháng 11 năm 2008, Hoàng Minh được bổ nhiệm làm Trợ lý Bộ trưởng Bộ Công an, Ủy viên Đảng ủy Bộ Công an kiêm Chủ nhiệm Văn phòng Bộ Công an. Tháng 8 năm 2009, ông được bổ nhiệm giữ chức vụ Ủy viên Đảng ủy Bộ Công an, Thứ trưởng Bộ Công an kiêm Chủ nhiệm Văn phòng Bộ Công an. Tháng 9 năm 2011, ông thôi kiêm nhiệm chức vụ Chủ nhiệm Văn phòng Bộ Công an.
Tháng 5 năm 2016, Hoàng Minh được bổ nhiệm làm Phó Bí thư Đảng ủy Bộ Công an, Thứ trưởng Bộ Công an, hàm Bộ trưởng. Tháng 8 năm 2016, ông kiêm nhiệm chức danh Ủy viên Ủy ban Chính trị Pháp luật Trung ương Đảng Cộng sản Trung Quốc.
Ngày 24 tháng 10 năm 2017, tại phiên bế mạc của Đại hội Đảng Cộng sản Trung Quốc lần thứ XIX, ông được bầu làm Ủy viên Ban Chấp hành Trung ương Đảng Cộng sản Trung Quốc khóa XIX.
Tháng 3 năm 2018, ông được bổ nhiệm làm Bí thư Ban Cán sự Đảng Bộ Quản lý Tình trạng khẩn cấp, Thứ trưởng Bộ Quản lý Tình trạng khẩn cấp, Bộ mới được thành lập của Quốc vụ viện. Ngày 29 tháng 4 năm 2021, ông được bổ nhiệm làm Bộ trưởng Bộ Quản lý khẩn cấp của Cộng hòa Nhân dân Trung Hoa.